# شهدخوار کامرون
شهدخوار کامرون (نام علمی: Cyanomitra oritis) نام یک گونه از تیره شهدخواران است که در کامرون، گینه استوایی و نیجریه یافت می‌شود.